# أولاد العمري (التوارشة)
أولاد العمري هو دُوَّار يقع بجماعة رأس العين الشاوية، إقليم سطات، جهة الدار البيضاء سطات في المملكة المغربية. ينتمي الدوّار لمشيخة التوارشة التي تضم 4 دواوير. يقدر عدد سكانه بـ 333 نسمة حسب الإحصاء الرسمي للسكان والسكنى لسنة 2004.

## روابط خارجية
- البوابة الوطنية للجماعات الترابية
- المندوبية السامية للتخطيط